# Enrico Gasparotto
Enrico Gasparotto (Sacile, 22 de marzo de 1982) es un ciclista italiano nacionalizado suizo.

## Trayectoria
Debutó como profesional en el año 2005 en las filas del equipo Liquigas. Para la temporada 2015 fichó por el conjunto belga Wanty-Groupe Gobert y para la temporada 2017 por el Barhain Merida.
En noviembre de 2019 se hizo oficial que a partir del año 2020 pasaría a competir bajo nacionalidad suiza.
El 29 de noviembre de 2020 anunció que ponía punto final a su carrera como ciclista profesional.

## Palmarés
2005
- 1 etapa de la Volta a Cataluña
- Campeonato de Italia en Ruta

2006
- Memorial Cimurri

2008
- 1 etapa de los Tres Días de La Panne
- Ster Elektrotoer, más 1 etapa
- Giro de la Romagna
- UCI Europe Tour

2010
- 1 etapa de la Tirreno-Adriático

2012
- Amstel Gold Race

2016
- Amstel Gold Race

## Resultados en Grandes Vueltas y Campeonatos del Mundo
| Carrera         | Carrera         | 2005 | 2006 | 2007 | 2008 | 2009 | 2010 | 2011 | 2012 | 2013 | 2014 | 2015 | 2016 | 2017 | 2018 | 2019 | 2020  |
| --------------- | --------------- | ---- | ---- | ---- | ---- | ---- | ---- | ---- | ---- | ---- | ---- | ---- | ---- | ---- | ---- | ---- | ----- |
|                 | Giro de Italia  | —    | —    | 97.º | 92.º | 60.º | Ab.  | —    | 66.º | —    | 97.º | —    | —    | 76.º | —    | 69.º | —     |
|                 | Tour de Francia | —    | —    | —    | —    | —    | —    | —    | —    | 95.º | —    | —    | —    | —    | —    | —    | —     |
|                 | Vuelta a España | —    | —    | —    | —    | 82.º | 68.º | 78.º | Ab.  | —    | —    | —    | —    | —    | —    | —    | 120.º |
| Mundial en Ruta | Mundial en Ruta | —    | —    | —    | —    | —    | —    | —    | —    | —    | —    | —    | —    | —    | —    | —    | 46.º  |

—: no participa

Ab.: abandono

## Equipos
- Liquigas (2005-2007)
  - Liquigas-Bianchi (2005)
  - Liquigas (2006-2007)
- Barloworld (2008)
- Lampre-NGC (2009)
- Astana (2010-2014)
- Wanty-Groupe Gobert (2015-2016)
- Bahrain Merida (2017-2018)
- Dimension Data/NTT (2019-2020)
  - Dimension Data (2019)
  - NTT Pro Cycling (2020)